# 徐越
徐越（1985年6月16日—），中國內地新生代偶像男藝人。早期多次贏得模特大賽冠軍。2009年開始涉足影視圈，2011年在台灣合作偶像劇愛啊哎呀我願意裡飾演男主角謝超群。2012年在根據郭敬明暢銷小說小時代，改編的電視劇小時代之摺紙時代中飾演顧源一角。

## 個人作品

### 電視劇
| 首播年分 | 劇 名                      | 飾 演        |
| 2012     | 《愛啊哎呀我願意》         | 謝超群       |
| 2014     | 《小時代之摺紙時代》       | 顧 源        |
| 2017     | 《終極一班5》              | 拔魔戰士大雄 |
| 2023     | 《異人之下》               | 徐四         |
| 2025     | 《異人之下之決戰！碧遊村》 | 徐四         |

### 微電影
| 劇 名              | 飾 演 |
| 《好朋友，一輩子》 | 吳峰  |

### 電影
- 2010年： 《孔子》飾演：子羽